# Эфемеридно-временная информация
Эфемеридно-временная информация — данные для расчёта орбиты космического аппарата и данные бортовых часов.
Первые методы с использованием ЭВИ разработаны в компанией NovAtel (Канада) в 2005г как альтернативный метод корректировки координат в системе WGS-84. Первоначально применялись исключительно в режиме пост-обработки и считался относительно сложными в связи с большими объёмами вычислительных работ.

## Типы ЭВИ
Существует 3 типа Эфемеридно-временной информации.
— Ожидаемые (Predicted), по которым возможна обработка результатов измерений в режиме реального времени; публикуются дважды в каждые сутки, их можно использовать так же, как бортовые эфемериды для, применения в реальном времени, заявленная точность около 25 см и 5 нс.
— Быстрыми (Rapid), доступны через промежуток от нескольких часов до двух суток (пост обработка результатов измерений) и имеют заявленную точность 5 см и 0.2 нс;
— Окончательными (Final), доступными через 2—3 недели (пост обработка результатов измерений). Содержат координаты каждого спутника в системе отсчета ITRF вместе с поправками часов спутников. Эта информация даётся для каждого спутника на регулярные эпохи с интервалом 15 минут. И имеют объявленную точность меньше 5 см в положении и 0.1 нс по времени..

## Формирование ЭВИ
Формирование ЭВИ происходит в несколько этапов. Сначала сети базовых станций, расположенных по всему миру, собираются двухчастотные фазовые и кодовые измерения. Далее данные измерения поступают на сервер - формирователь, на котором рассчитываются в режиме реального времени или в режиме пост-обработки высокоточные коррекции к орбитам и часам навигационных космических аппаратов
.
Высокая точность расчета эфемеридно-временной информации обеспечивается соответствующей точностью измерительных средств и моделей, используемых при расчетах, периодической калибровкой измерительных средств, внесением поправок на выявленные методически.

## Точность определения
Повышение точности с помощью эфемеридно-временной информации является основным фактором, определяющим достижение «метрового» уровня, характеризуемого величиной СКО порядка 1м.

## Эфемеридно-временное обеспечение
Эфемеридно-временное обеспечение включает комплекс организационных, технических и технологических мероприятий, которые обеспечивают определение эфемеридной и частотно-временной информации и передачу её потребителям и обеспечивается комплексом технических и программных средств, выполняющих измерение текущих параметров орбитального движения навигационных КА, сверку, коррекцию и фазирование бортовых шкал времени, обработку результатов измерений и расчет эфемеридно-временной информации, передаваемой потребителям..

### Сервис Высокоточного местоопределения (СВМ)
Сервис высокоточного местоопределения (ВМ) предназначен для определения абсолютных координат неподвижных потребителей (c погрешностью до 1м) с помощью системы большебазовых измерений ГНСС ГЛОНАСС с использованием эфемеридно-временной информации СДКМ, находящихся от ближайшей базовой станции не более чем в 3000 км..